# Austromaquartia claripennis
Austromaquartia claripennis är en tvåvingeart som först beskrevs av Malloch 1938.  Austromaquartia claripennis ingår i släktet Austromaquartia och familjen parasitflugor. Inga underarter finns listade.